# C24H30N2O
化学式C24H30N2O（摩尔质量：362.517 g/mol）可以指：
- 托帕芬太尼（英语：Fentanyl tropane），CAS号：76754-18-2
- 环丁基芬太尼，CAS号：2306827-55-2
- 二甲烯丙酰芬太尼，CAS号：2630378-28-6

|  | 这个同类索引页列出了具有相同分子式的化学物（即同分異構體）条目。 除非您是有意链接至本页，否则应将相应条目的内部链接指向正确的条目。 |